# تکش
تکش روستایی در دهستان پیشین بخش پیشین شهرستان راسک استان سیستان و بلوچستان ایران است.
معنی تکش به این مربوط که در قدیم در این روستا یه چشمه وجود داشته بغل کوه روستا هنوز هم این چشمه است و بغل چشمه یه قبر قدیمی با پیشینی بالا قدمت دارد و مردمان این روستا ساکن شدن این چشمه و قبر قدیمی بودن و هستن و به زبان بلوچی چشمه میگن تکش چون یه ابی دز درون کوه میاد و در قدیم تاجر های شتر سوار از کنار کوه عبور میکردن و کشور های پاکستان و ایران تجارت میکردن از همین چشمه عبور کردن و اینجا جای استراحت شون بوده جای بسیار قدیمی و است و در این روستا مردمان مشغول به کشاورزی هستن و بزرگترین باغات انبه و گواوا رو تو کشور داره و بزرگترین نهالستان کشور اینجا مسقتر در این نهالستان انواع نهال های گرمسیری و نیمه گرمسیری تولید میشه و به شهر های جنوب و شمال کشور فرستاده میشه یه روستا تروستی و گردشگری است

## جمعیت
بر پایه سرشماری عمومی نفوس و مسکن در سال ۱۳۹۵ جمعیت این روستا ۲۵۸ نفر (۶۶خانوار) بوده‌است.